# ユリノキ
ユリノキ（百合の木・百合木・百合の樹、学名: Liriodendron tulipifera）は、モクレン科ユリノキ属に属する落葉高木の1種である。高さ45メートルに達することもある大きな木であり、特徴的な形の葉をもつ（右図）。花期は晩春から初夏、オレンジ色の斑紋をもつ黄緑色の花が上向きに咲く（図1）。北米東部原産であるが、日本を含む世界各地で植栽されている。植物の学名の出発点であるリンネの『植物の種』(1753年) で記載された植物種の1つである。

## 名称
学名の種小名 tulipifera は「チューリップ（のような花）をつける」の意味である。本種が日本に渡来した明治時代にはチューリップがまだポピュラーではなかったため、ギリシア語由来の属名である Liriodendron（lirion ユリ + dendron 木）を「ユリノキ」と訳し、これが標準和名となった。
英名では tulip tree とよばれ、これに由来するチューリップツリーやチューリップノキ、ウッコンコウジュ（鬱金香樹; 鬱金香はチューリップの漢字名）との別名もある。また花が蓮の花を思わせることから、レンゲボク（蓮華木）ともよばれる。ユリノキは葉の形が特異であり、「しるし半てん」のような形をしていることから、ハンテンボク（半纏木）、グンバイボク（軍配木）、ヤッコダコノキ（奴凧の木）、クラガタノキ（鞍形の木）、サドルツリーとの別名もある。

## 特徴
落葉広葉樹の高木であり、生長が早く、高さ20–30メートル (m)、胸高直径50–100センチメートル (cm) になり、原産地では高さ 45 - 60 m に達するとの報告もある（図2a, b）。分枝が多く、自然に整った樹形になる。樹皮は灰褐色から灰黒色で、細かく縦に深く裂ける（下図2c）。枝の髄には隔膜がある。
葉は互生し、葉身は長さ・幅ともに 6–18 cm、左右で1–3回浅裂し先端もややくぼむ非常に特徴的な形であり、裂片の先端は尖り、基部は切形、質は薄くてかたく、表面は光沢がある緑色で無毛、裏面は灰薄緑色で葉脈上に毛がある（下図3）。葉柄は長く、3–18 cm（下図3）。秋には黄葉して、黄色から黄褐色に変化し、落葉すると褐色になる（下図3c）。
冬芽としては枝先に頂芽がつき、枝に側芽が互生する（下図4a）。冬芽は著しく偏平な形をした楕円形から長楕円形でアヒルのくちばしのような形をしており、無毛でやや緑色を帯びた灰褐色の芽鱗2枚に包まれている（下図4a）。頂芽はよく発達して長さ 1–1.5 cmと大きく、葉柄が密着して残る。側芽はやや小さく長さ4–8ミリメートル (mm) である（下図4a）。葉痕は円形で大きく、維管束痕は約10個、托葉痕は筋状で枝を一周する（下図4a）。
花期は5–6月、枝先に直径 5–6 cm の碗状の花が上向きに咲き、この花がチューリップやユリに例えられる（上図4b–d）。花被片は9枚、外側の3枚は緑白色の萼片状で反曲し、内側の6枚は花弁状で黄緑色を帯び、基部にオレンジ色の斑紋があり、直立して碗状になる（上図4b–d）。雄しべは線形、長さ 4–5 cm、花糸は白色で短く、葯は外向、30–50個が輪生し、順次脱落する（上図4b, d）。雌しべは60–100個、円錐形の花軸についている（上図4b, d）。花の匂いは強くないが、主成分はリモネンである。多量の蜜を分泌する。
果実は10 - 11月ごろに熟す。各雌しべは翼果となり、扁平で長楕円形、3-5.5 × 0.5-1 cm、1–2個の種子を含む（下図5c, d）。多数の果実が果軸につき、松かさ状の集合果を形成する（下図5a, b）。モクレン科としては珍しく果実は裂開せず、種子を含んだままそれぞれ回転しながら落下して風散布され、晩秋から初冬にかけて最外輪の果実だけが残ってコップ状になっていることが多い（下図5c）。染色体数は 2n = 38（2倍体）または114（6倍体）。

## 分布・生態

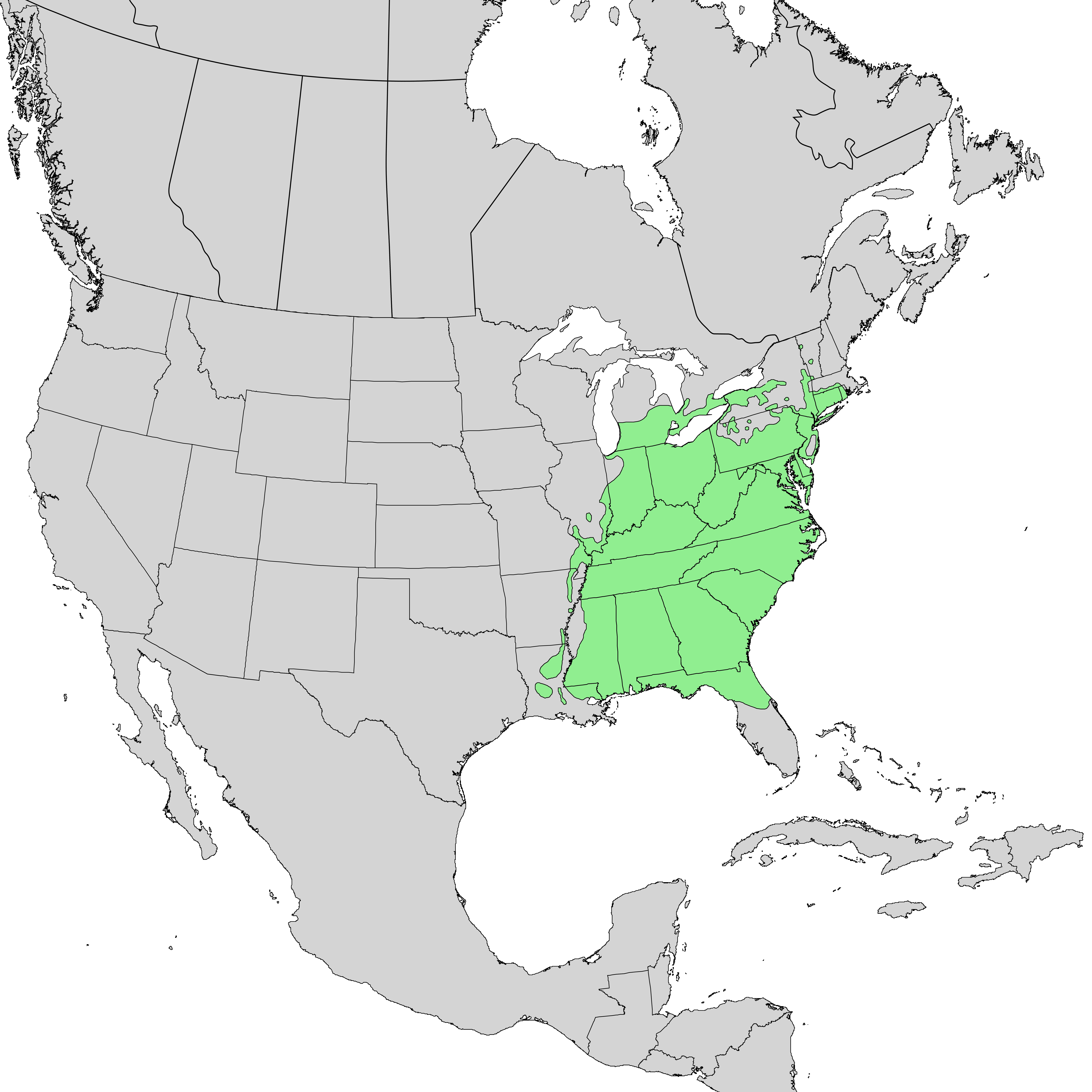
6. ユリノキの自然分布

北アメリカ東部原産であり（図6）、丘陵地や低山の森林に生育する（下図7a, b）。また世界の温帯各地で広く植栽されており、日本へは明治初期に渡来したといわれている（下図7c, d）。植栽樹の一部から、野生化したものも見られる。
ユリノキは、トラフアゲハ（eastern tiger swallowtail、Papilio glaucus）の幼虫の食樹の一つである。また日本で植栽されたユリノキがヨシブエナガキクイムシ（Platypus calamus）の食害にあったことが示唆されている。

## 人間との関わり
萌芽力旺盛で成長が早く、樹形がよいため、街路樹や公園樹として世界各地で植栽されている（下図8a）。日本では街路樹として11万本以上が植えられており、特に関東、東北地域に多い。数の上では東京都内が最も多く、岩手県盛岡市内も特に多いことで知られる。葉に斑が入るものや、枝が横に広がらないものなどの品種が作出されている（下図8b）。また同属のシナノユリノキ（Liriodendron chinense）との雑種も利用されることがある。
東京国立博物館本館前には、ユリノキの巨木がある（上図8c）。またユリノキをモデルとした「ユリノキちゃん」が、東京国立博物館の公式キャラクターとされている（上図8d）。ユリノキは明治時代初期に日本へ持ち込まれたが、東京国立博物館のユリノキはそのころのものであり、添えられた銘板に以下のように記されている。
また、札幌市の北海道大学植物園内にある高さ30 m、幹径1 mになるユリノキの大木は、明治時代に初代園長の宮部金吾が、留学先の米国ハーバード大学アーノルド樹木園から種子を持ち帰り、育てられたものだといわれている。

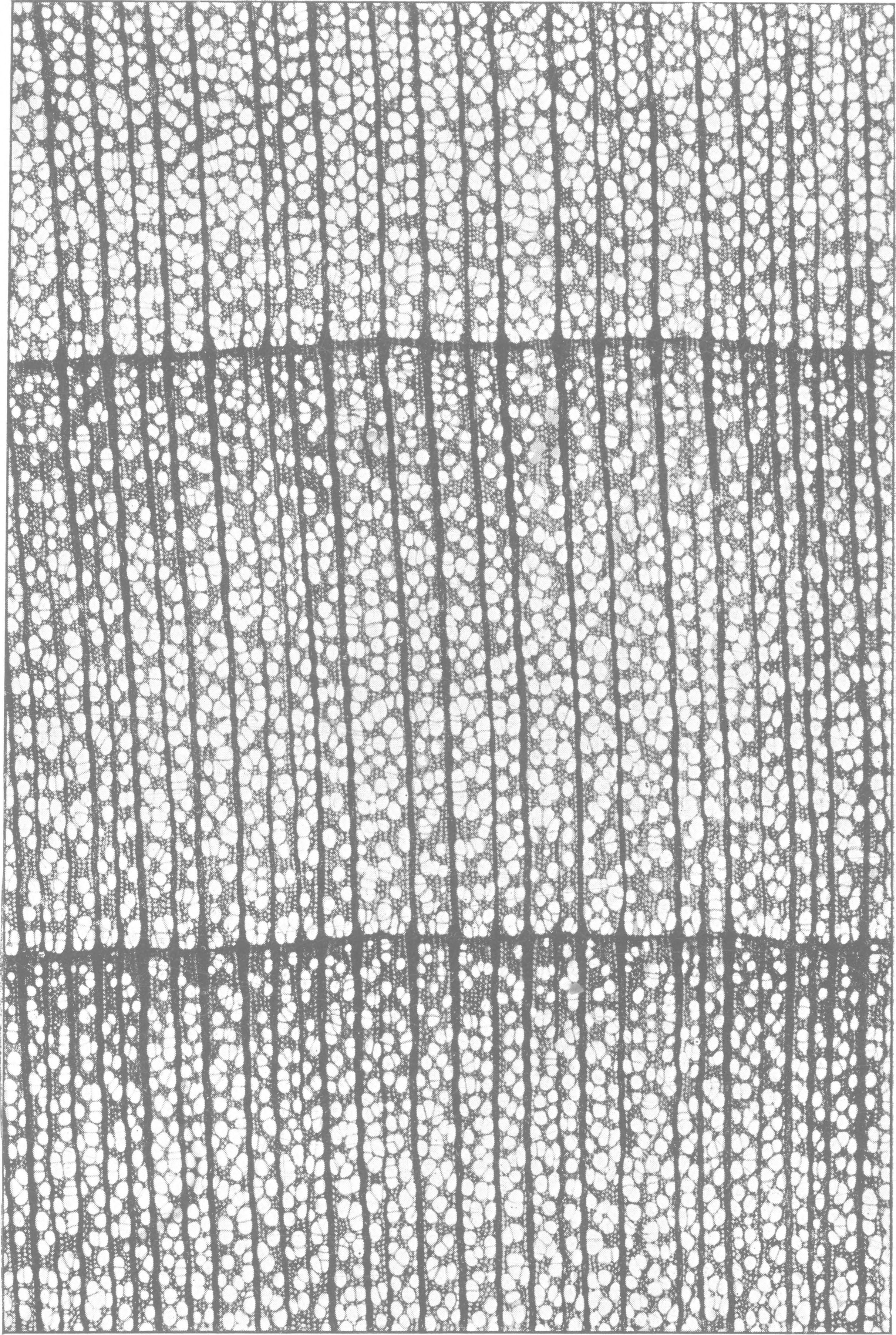
9. ユリノキの材

ユリノキの材は比較的柔らかく狂いが少ないため、建築、家具、器具などに利用される。材はやや軽く、道管が均質に散在した散孔材であり（図9）、木理が通直で肌目は緻密、辺材は白く、心材は淡黄褐色から淡緑褐色。ユリノキ原産地の先住民は、ユリノキの材をカヌーの材料としていた。
ユリノキは重要な蜜源植物であり、大量の蜜を分泌する。日本の東京都内においても、ビル屋上の養蜂に貢献している。
ユリノキ原産地の先住民は、ユリノキの根の樹皮をさまざまな症状に対する薬に用いていた。
ユリノキは、アメリカ合衆国のインディアナ州とテネシー州の州の木に選定されている。
「ゆりの木の花」は初夏の季語である。また花言葉は「見事な美しさ」や「幸福」、「田園の幸福」、「早く私を幸福にして」であり、8月17日の誕生花とされる。
エドガー・アラン・ポーの『黄金虫』（1843年）には、ユリノキが登場する。

## ギャラリー

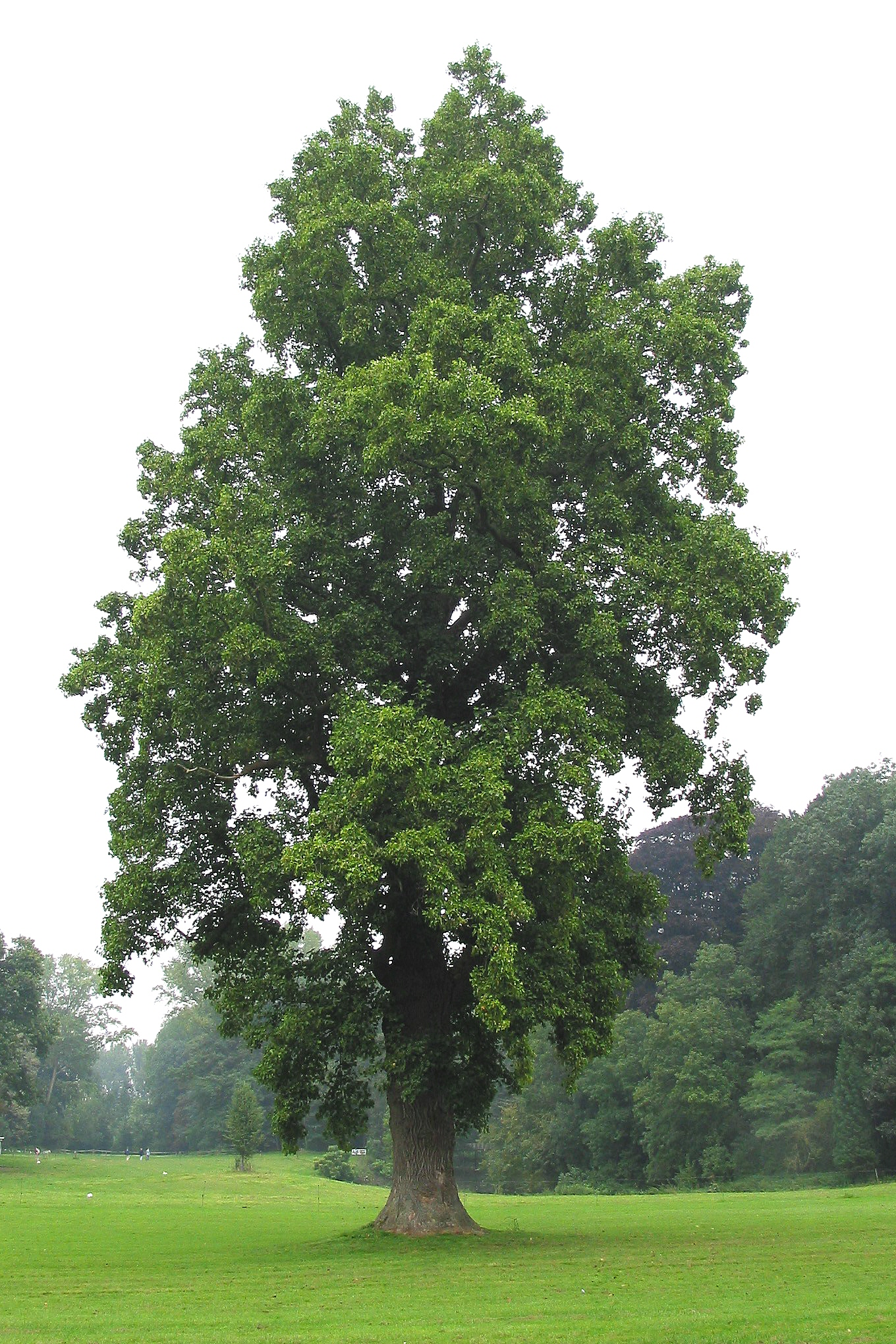
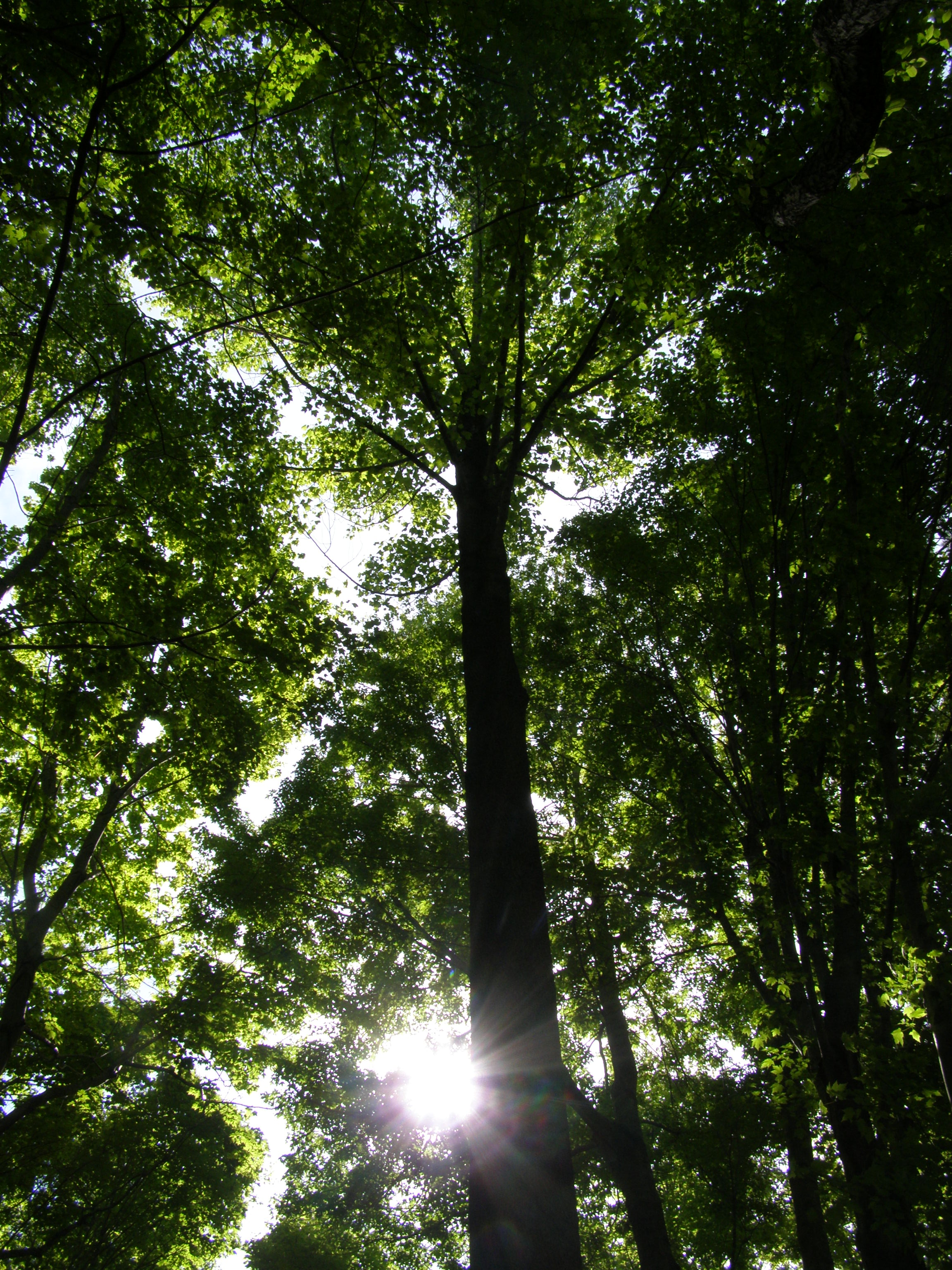
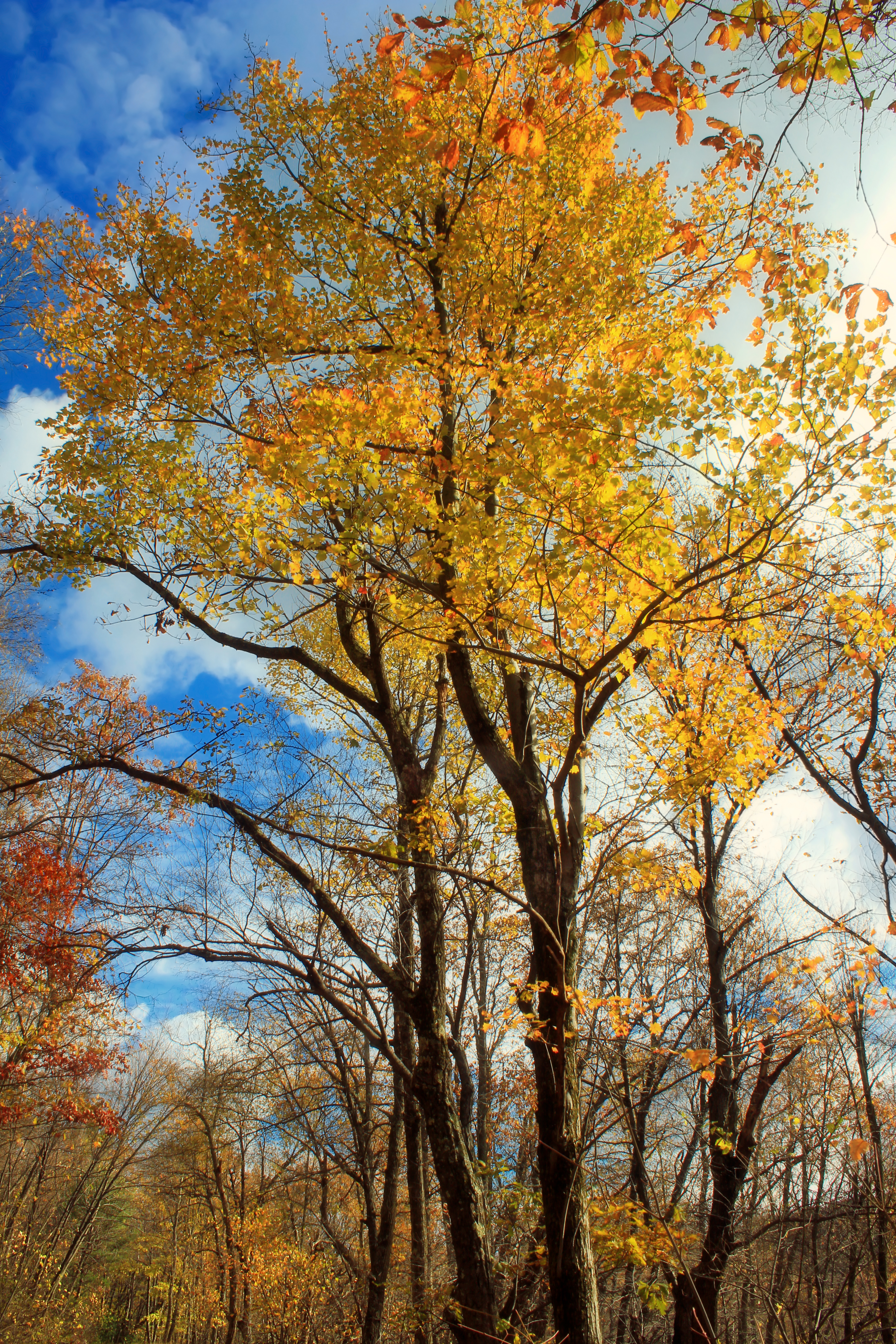
黄葉
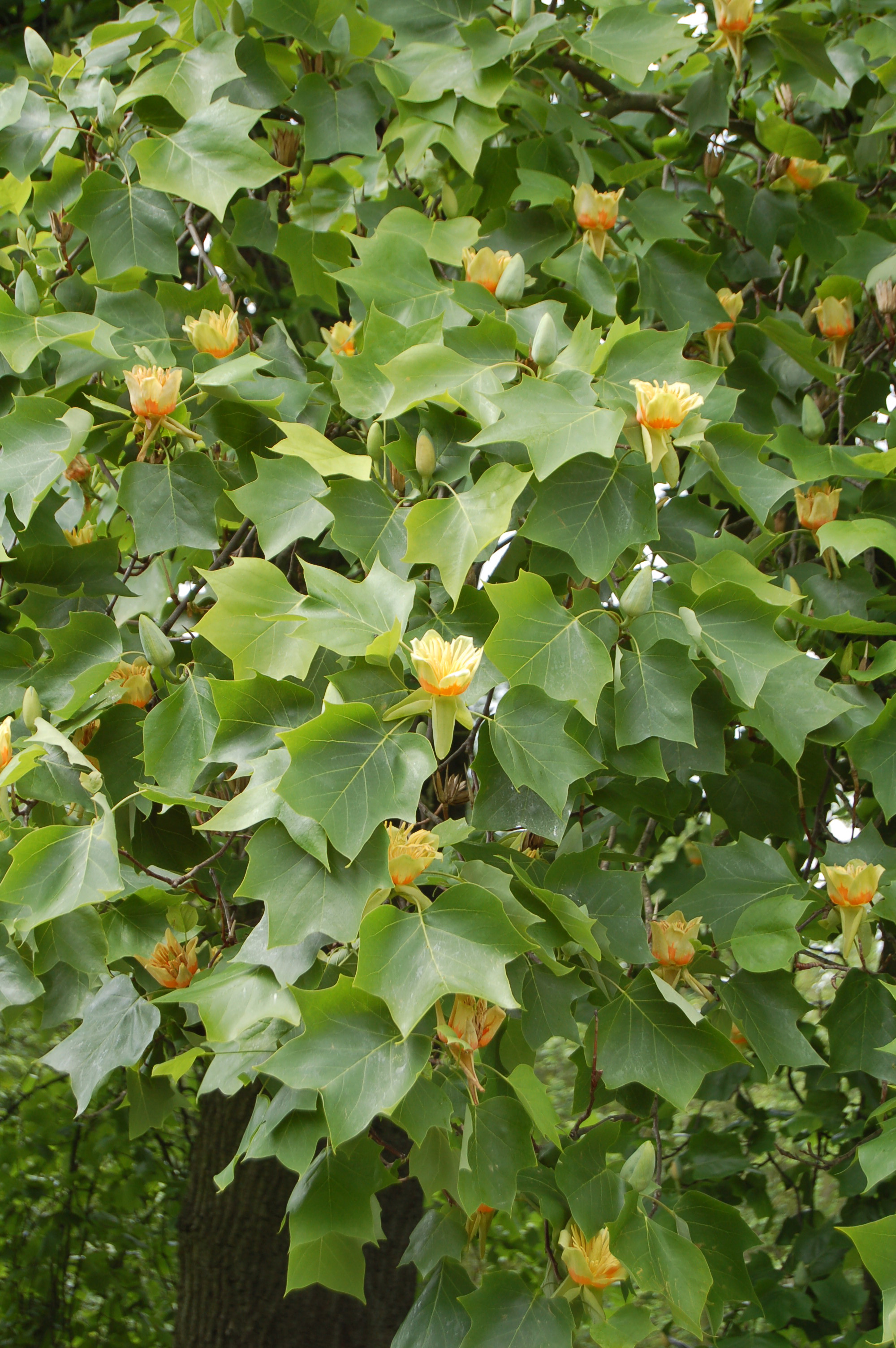
葉と花
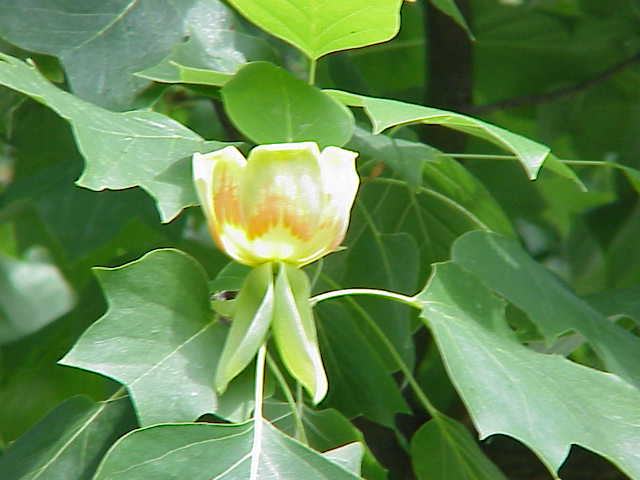
葉と花
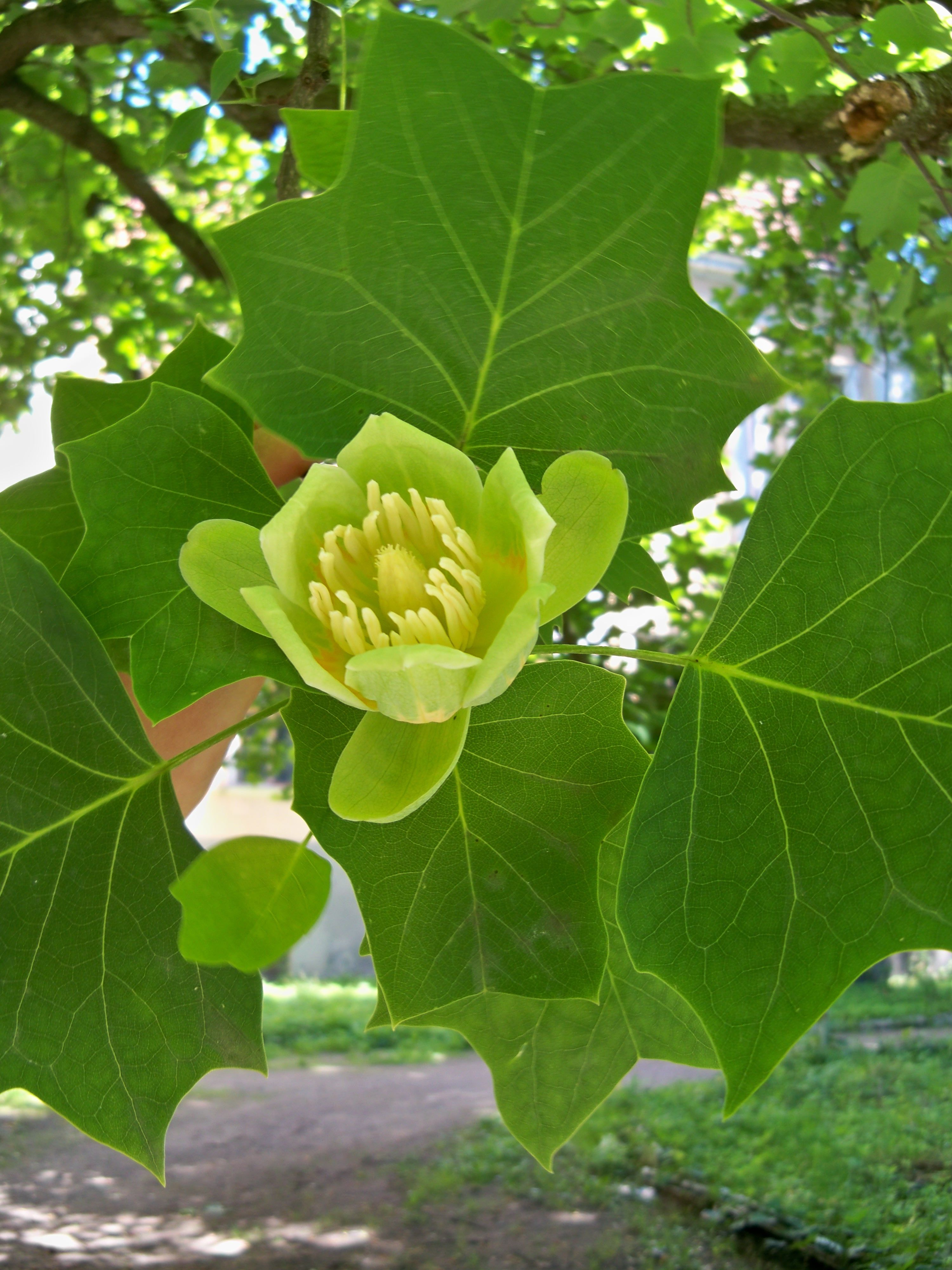
葉と花
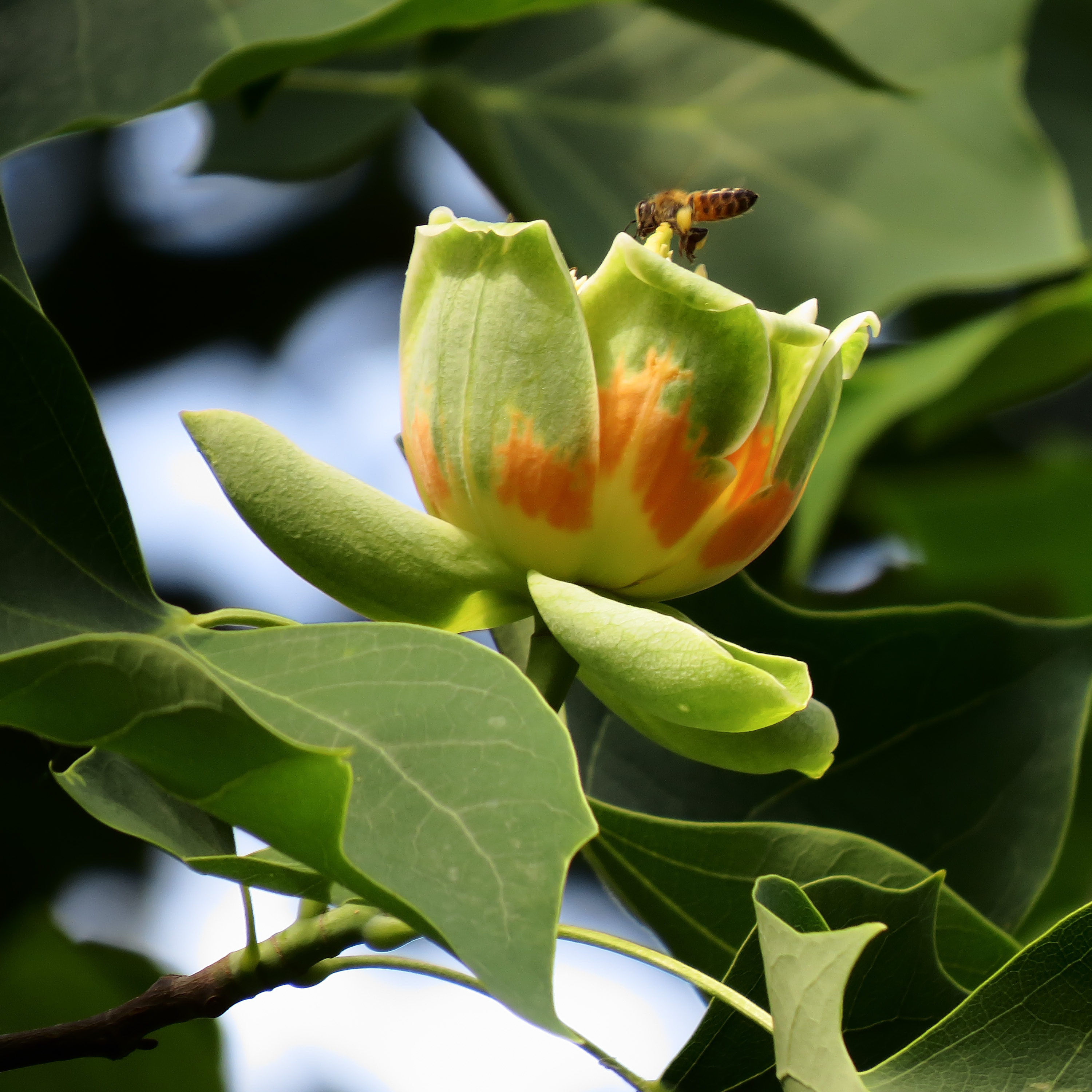
花
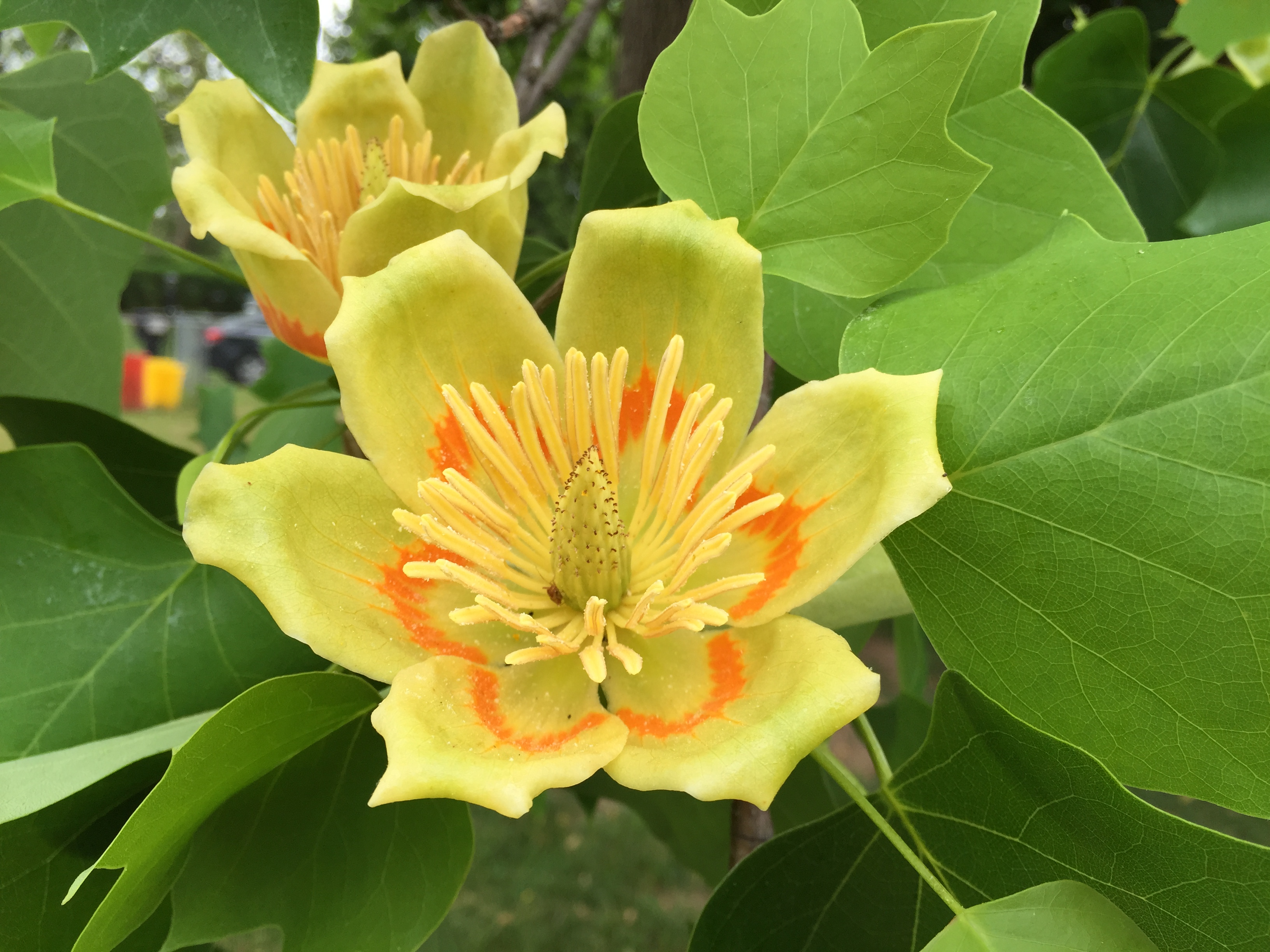
花
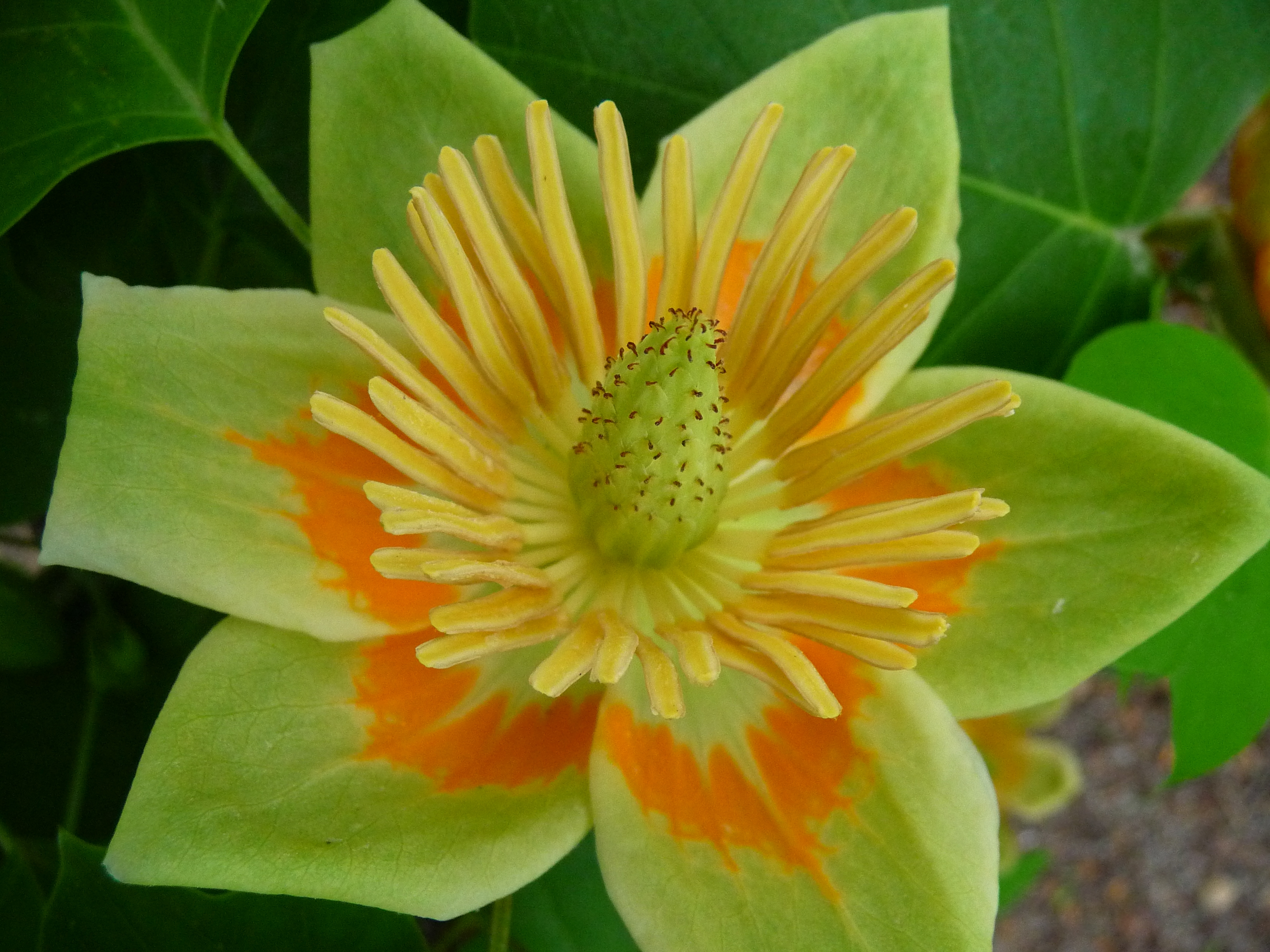
花
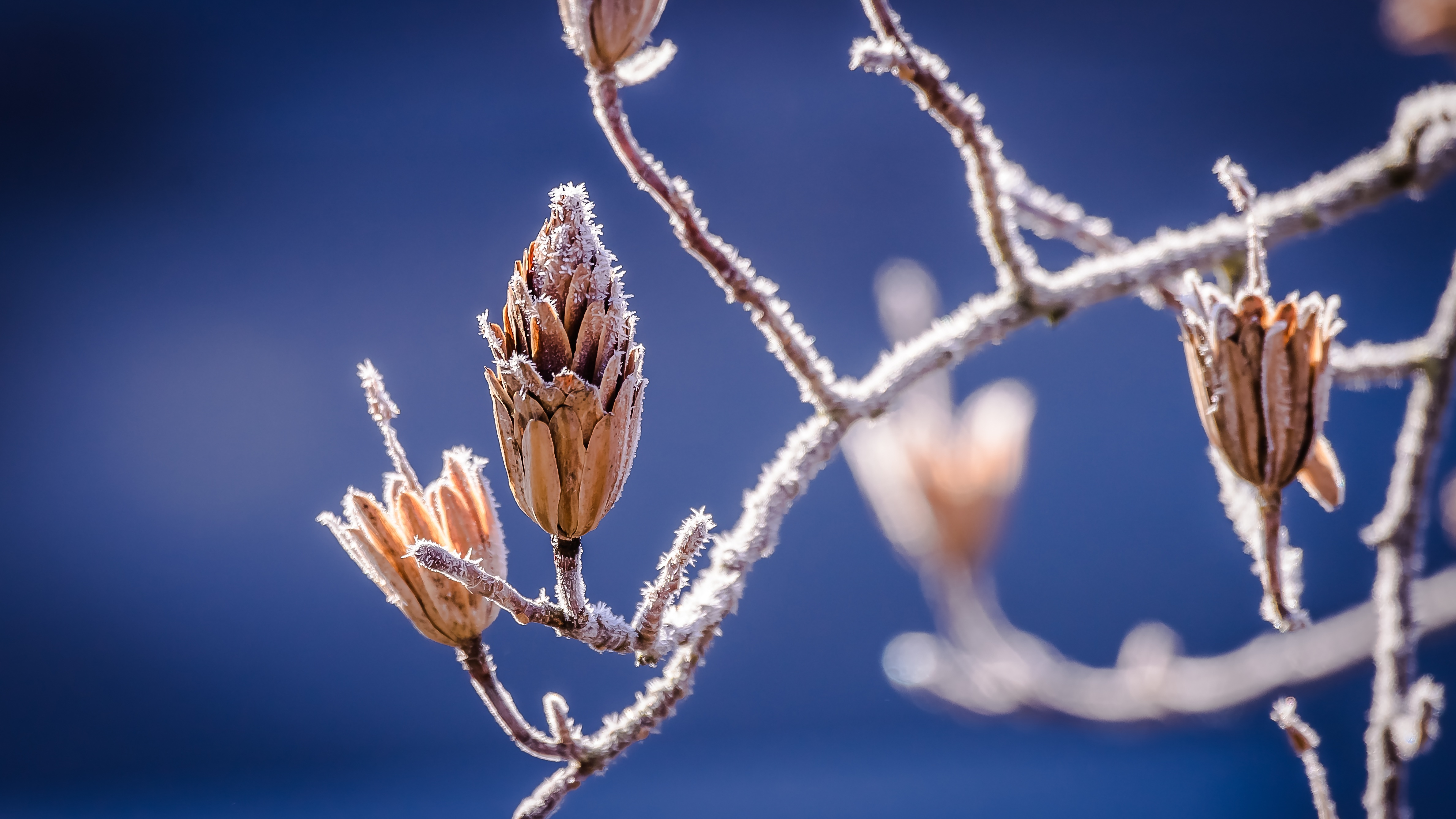
果実
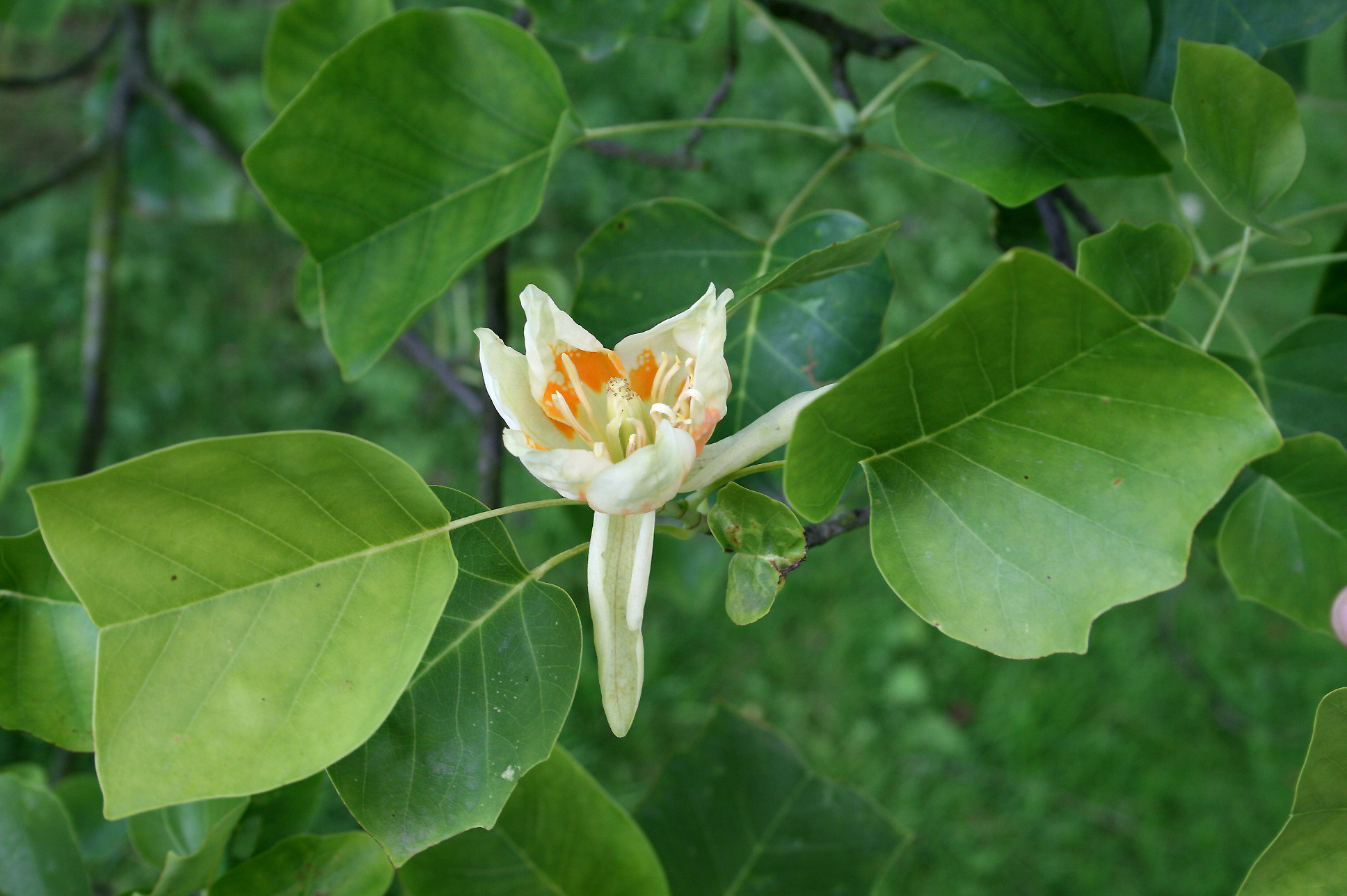
品種'Integrifolium'
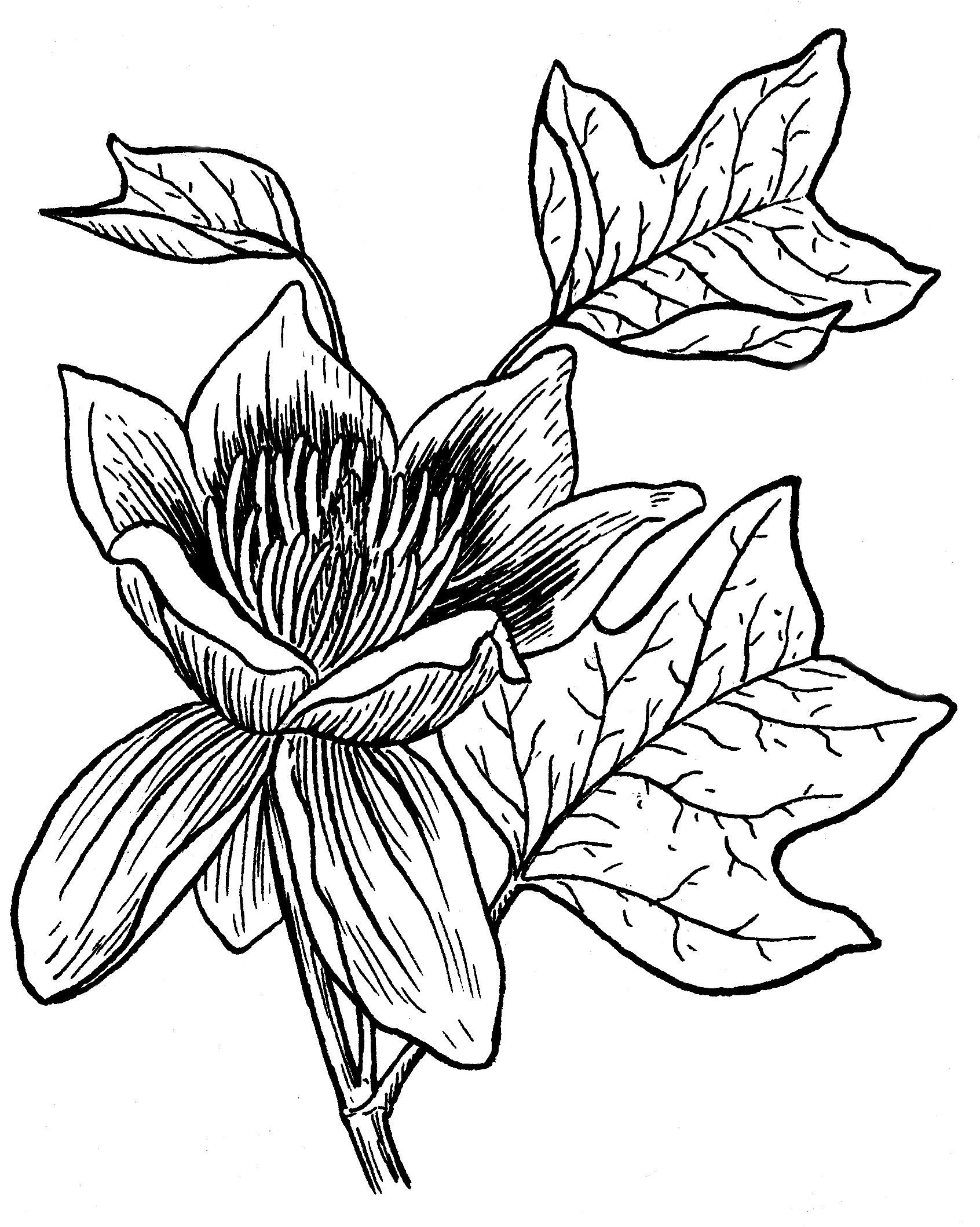
葉と花